# Telha (Sergipe)
Telha es un municipio brasileño del estado de Sergipe.